# Radko Knoll
Der Radko Knoll (englisch; bulgarisch Радкова могила Radkowa mogila) ist ein 102 m hoher und felsiger Hügel im Nordwesten von Rugged Island im Archipel der Südlichen Shetlandinseln. Er ragt 0,83 km südsüdöstlich des Kap Sheffield und 0,86 km nordnordöstlich des Ugain Point am Nordufer der Smyadovo Cove auf.
Spanische Wissenschaftler kartierten ihn 1992, bulgarische 2009 und 2010. Die bulgarische Kommission für Antarktische Geographische Namen benannte ihn 2009 nach  dem bulgarischen Widerstandskämpfer Iwan „Radko“ Michajlow (1896–1990).